# Mordella
Шипоноски (лат. Mordella) — род из одноимённого семейства отряда жесткокрылых.

## Описание
Жуки небольших размеров в длину около 8 мм. Щиток небольшой, яйцевидно-треугольный. Четыре первых сегмента усиков тоньше и короче последующих. Надкрылья и переднеспинка с пятнами и перевязями из светлых волосков.

## Развитие
Личинки развиваются в древесине лиственных пород.

## Систематика
Некоторые виды рода:
- Mordella aculeata Linnaeus, 1758
- Mordella aradasiana Patti, 1840
- Mordella brachyura Mulsant, 1856
- Mordella comptei Plaza, 1977
- Mordella duplicata Schilsky, 1895
- Mordella gratiosa Plaza & Compte, 1980
- Mordella hofferi Horák, 1979
- Mordella holomelaena Apfelbeck, 1914
- Mordella huetheri Ermisch, 1956
- Mordella legionensis Plaza & Compte, 1980
- Mordella leucaspis Küster, 1849
- Mordella longicauda Roubal, 1921
- Mordella meridionalis Méquignon, 1946
- Mordella palmae Emery, 1876
- Mordella purpurascens Apfelbeck, 1914
- Mordella pygidialis Apfelbeck, 1914
- Mordella quadripunctata (Say 1824)
- Mordella velutina Emery, 1876
- Mordella vestita Emery, 1876
- Mordella viridescens Costa, 1854